# جيريمي لي
جيريمي لي (بالإنجليزية: Jeremy Lee)‏ هو مقدم تلفزيوني وطاهي بريطاني، ولد في 23 أكتوبر 1963 في دندي في المملكة المتحدة.